# Bessie Bennett
Bessie Bennett (1870 – 1939) foi uma designer de joias americana, professora e curadora de museu. Em 1914 foi nomeada Curadora de Arte Decorativa no Art Institute of Chicago, a primeira mulher a tornar-se curadora de um grande museu nos Estados Unidos.

## Biografia
Bennett nasceu em Cincinnati, Ohio, no dia 7 de março de 1870. Ela frequentou o Art Institute of Chicago de 1895 a 1898. Depois começou a leccionar cursos de design decorativo no Art Institute. Simultaneamente trabalhava para o museu como assistente do Director de Têxteis e Objectos Decorativos.
Bennett tinha o seu próprio estúdio de metalurgia em Chicago, e em 1907 ela ganhou a medalha Art Institute Arts and Crafts na Exposição Anual de Artes Aplicadas.
Bennett tornou-se na curadora de artes decorativas do Art Institute of Chicago em dezembro de 1914. Lá, trabalhou para expandir a colecção de artes decorativas do Art Institute e o espaço disponível para exibi-la.
Ela faleceu no dia 23 de março de 1939.

## Legado
Após a sua morte, o Art Institute of Chicago estabeleceu o Bessie Bennett Endowment Fund.